# Municipalità regionale della contea di Les Maskoutains
La municipalità regionale della contea di Les Maskoutains è una municipalità regionale di contea del Canada, localizzata nella provincia del Québec, nella regione di Montérégie.
Il suo capoluogo è Saint-Hyacinthe.

## Suddivisioni
City e Town
- Saint-Hyacinthe
- Saint-Pie

Municipalità
- La Présentation
- Saint-Barnabé-Sud
- Saint-Bernard-de-Michaudville
- Saint-Damase
- Saint-Dominique
- Saint-Hugues
- Saint-Jude
- Saint-Liboire
- Saint-Louis
- Saint-Marcel-de-Richelieu
- Saint-Simon
- Saint-Valérien-de-Milton
- Sainte-Hélène-de-Bagot

Parrocchie
- Sainte-Marie-Madeleine

Villaggi
- Sainte-Madeleine